# Radošovce (okres Trnava)
Radošovce jsou obec na Slovensku v okrese Trnava.
V obci je římskokatolický kostel sv. Anny z roku 1762.